# 八里畈镇
八里畈镇，是中华人民共和国河南省信阳市新县下辖的一个乡镇级行政单位。

## 行政区划
八里畈镇下辖以下地区：
八里畈村、张店村、神桥村、郑坳村、聂坛村、王里河村、水口村、螯山村、长河村、七龙山村、长岗村和南冲村。

## 中国传统村落
2012年，神留桥村丁李湾村被评为首批“中国传统村落”。